# Navas de Bureba
Navas de Bureba település Spanyolországban, Burgos tartományban. Navas de Bureba Oña, Quintanaélez és Los Barrios de Bureba községekkel határos. Lakosainak száma 24 fő (2024).

## Népesség
A település népessége az utóbbi években az alábbiak szerint változott:
| Lakosok száma | 50   | 46   | 47   | 44   | 43   | 35   | 35   | 33   | 31   | 24   |
|               | 2001 | 2004 | 2006 | 2009 | 2011 | 2014 | 2016 | 2019 | 2021 | 2024 |